# Phyllosma
Phyllosma är ett släkte av vinruteväxter. Phyllosma ingår i familjen vinruteväxter.
Kladogram enligt Catalogue of Life:
| Phyllosma | \| \| Phyllosma barosmoides \| \| \| \| \| \| Phyllosma capensis \| \| \| \| |
|           | \| \| Phyllosma barosmoides \| \| \| \| \| \| Phyllosma capensis \| \| \| \| |
|           | Phyllosma barosmoides                                                        |
|           |                                                                              |
|           | Phyllosma capensis                                                           |
|           |                                                                              |